# 러시안 트랜스포터
러시안 트랜스포터(Nepobedimyy, Man Of The East)는 러시아 연방에서 제작된 올렉 포고딘 감독의 2008년 액션 영화이다. 세르게이 아스타호프 등이 주연으로 출연하였고 세르게이 다니엘리안 등이 제작에 참여하였다.

## 출연

### 주연
- 세르게이 아스타호프
- 블라디미르 에비판트세프

### 조연
- 해리 보그
- 블라디미르 스테클로프

## 제작진
- 미술: 이노 보넬로